# Karin Miyamoto
Karin Miyamoto (宮本佳林 Miyamoto Karin, nascută 1 decembrie 1998 în Prefectura Chiba, Japonia) este un idol japonez, fosta membră a trupei Juice=Juice, o trupă de fete din Hello! Project.

## Hello! Project trupe
- Hello Pro Egg / Hello Pro Kenshusei
- Shin Minimoni (2009)
- Reborn Eleven (2011)
- Juice=Juice (2013–prezent)
- Jurin (2013–prezent)

## Profil
- Nume:Karin Miyamoto
- Nickname:Karin
- Data nașterii:1 decembrie 1998
- Tipul de sânge:O
- Înălțime:154 cm
- Materia preferată:Muzică

## DVD-uri
- Greeting ~Miyamoto Karin~
- Karin wa 16sai

### Photobooks
- Karin (佳林?) (佳林?) (12 June 2014, Wani Books, photographer: Koki Nishida)[1][2]
- Karin Sixteen (Karin sixteen) (25 May 2015, Wani Books)[3]